# Nürnberg-Dutzendteich
Nürnberg-Dutzendteich (niem. Bahnhof Nürnberg-Dutzendteich) – przystanek kolejowy w Norymberdze, w kraju związkowym Bawaria, w Niemczech. Jest częścią systemu S-Bahn i położona jest na linii Nürnberg – Feucht. Znajduje się w południowo-wschodniej części Norymbergi, między dzielnicami Gleißhammer i Zerzabelshof. Jest obsługiwany przez S-Bahn linii S2 (Roth – Norymberga-Altdorf). Według DB Station&Service ma kategorię 5.

## Linie kolejowe
- Linia Nürnberg – Regensburg
- Linia Nürnberg – Feucht
- Linia Ringbahn Nürnberg

## Połączenia
| Linia | Trasa | Takt   |
| ----- | --- | ------ |
| S2    | Roth – Büchenbach – Rednitzhembach – Schwabach – Limbach – Katzwang – Reichelsdorfer Keller – Reichelsdorf – Eibach – Sandreuth – Steinbühl – Hauptbahnhof – Dürrenhof – Gleißhammer – Dutzendteich – Frankenstadion – Fischbach – Feucht – Feucht-Moosbach – Winkelhaid – Ludersheim – Altdorf West – Altdorf | 20 min |